# Liste der Monuments historiques in Balnot-la-Grange
Die Liste der Monuments historiques in Balnot-la-Grange führt die Monuments historiques in der französischen Gemeinde Balnot-la-Grange auf.

## Liste der Objekte
| Bezeichnung                            | Beschreibung                                             | Standort                                   | Kennzeichnung | Schutzstatus | Datum | Bild |
| -------------------------------------- | -------------------------------------------------------- | ------------------------------------------ | ------------- | ------------ | ----- | ---- |
| Reliquienbüste eines heiligen Bischofs | Eichenholz, farbig gefasst, 17. Jahrhundert              | in der Kirche Nativité-de-la-Vierge (Lage) | PM10004845    | Inscrit      | 1983  |      |
| Kirchenfenster Wurzel Jesse            | aus dem 16. Jahrhundert                                  | in der Kirche Nativité-de-la-Vierge (Lage) | PM10000122    | Classé       | 1913  |      |
| Skulptur Heiliger Dionysius            | Kalkstein, farbig gefasst, 16. Jahrhundert               | in der Kirche Nativité-de-la-Vierge (Lage) | PM10004842    | Inscrit      | 1983  |      |
| Skulptur Madonna mit Kind              | Kalkstein, farbig gefasst und vergoldet, 18. Jahrhundert | in der Kirche Nativité-de-la-Vierge (Lage) | PM10004844    | Inscrit      | 1983  |      |
| Kruzifix                               | Eichenholz, farbig gefasst, 16. oder 17. Jahrhundert     | in der Kirche Nativité-de-la-Vierge (Lage) | PM10004841    | Inscrit      | 1983  |      |
| Skulptur Heiliger Edmund               | Kalkstein, farbig gefasst, 16. Jahrhundert               | in der Kirche Nativité-de-la-Vierge (Lage) | PM10004843    | Inscrit      | 1983  |      |